# おーばんず
おーばんずは、2007年から2010年に活動した日本の女性お笑いコンビ。当時の所属事務所はシンクバンク。

## メンバー
- おぎの香（おぎの かおり、1970年8月8日（54歳） - ）
立ち位置は右。
東京都出身。
身長157cm、血液型はO型。公称スリーサイズはB86cm、W64cm、H90cm。
成城大学文芸学部文化史学科卒業。在学中の1991年、「準ミス成城」に選ばれている。
大学在学中からアイスホッケーを始め、社会人になってからもコクドアイスホッケー女子チーム（コクドレディース）の選手だった。コクドレディース時代に全日本女子アイスホッケー選手権大会で準優勝を経験[1]、オリンピックを目指していたこともあった[2]。
義姉が第一子を出産した後に亡くなり、おぎのがその子を引き取って育てることになったためにアイスホッケーの実業団チームを退団。その子が中学生になって、親からも「好きなことしていい」と言われたことで、本格的に芸人を目指すことになった[2]。

- 葵ひさ（あおい ひさ、1970年6月14日（54歳） - ）
立ち位置は左。
東京都出身。
身長166cm、血液型はO型。公称スリーサイズはB93cm、W75cm、H95cm。
成城大学文芸学部英文学科卒業。
中学校・高等学校の教員免許を持っている。小学校や中学校で教員を務めていたこともあり[2]、おーばんずとしてデビューした後も、学習塾で講師を務めていたことがあった[2]。
大きなサングラスにウィッグという姿がトレードマーク。当時、学習塾講師でもあったという立場上、顔がばれるのを防ぐためにこの格好をしたとのこと[2]。
メイドのキャラクターに扮した一人コントで、2009年12月のライブ「ピラミッダー」（Studio twl）に出演した他、「R-1ぐらんぷり2010」（2010年1月9日）にも出場。
力道山ファンだった祖父の影響で、プロレスファン[3]。
おぎのが大学生時代に女子アイスホッケー部部員だった当時、同じ部でマネージャーを務めていた[1]。アイスホッケー場でウグイス嬢を務めていたこともあった[2]。

## 略歴
二人はお互いの実家が“隣の隣”という近所同士の幼馴染み。幼稚園から成城大学進学まで一緒に学んだという関係でもある。
おぎのから葵を強く誘い、2007年5月にコンビ結成、お笑いの活動を始める。お笑い志望のおぎのがシンクバンクのオーディションに合格、その時に葵にコンビ結成を頼み込むも渋られ、プロレスファンの葵に「（シンクバンクには）ジャガー横田さんとライオネス飛鳥さんがいる」と切り出して結成に同意してもらったという。
2010年4月6日放送の『ロンドンハーツ』の企画「女芸人182人がマジメに選んだこの男の彼女になりたいGP」で、コンビのプロフィール画像が取り上げられ葵の容姿が番組内で話題となり、放送直後に葵・おぎの共にブログのアクセス数が、通常200から約4000へと急増した（葵は直後の記事でアクセス数が15倍になったと書き込んでいる）。
2010年9月に葵・おぎの共にブログでブログ閉鎖とコンビ解散を報告した。

## 芸風
主にコント、またはショートコントで、「何か気になるコント」が代表的なもの。『ゴッドファーザー 愛のテーマ』のメロディーを使った「何か気になるおーばんず～」という歌から始まり、コントの終わりや、ショートコントのブリッジには「○○○をチェ～ック!」（葵）、「あなたもね～!」（おぎの）、「チェック! チェック!」（二人で）という台詞を振りと踊りを入れながら演じている。終わりの場合は、「チェック! チェック!」と言って踊りながら退場している。

## 出演

### テレビ
- ペット大集合!ポチたま（テレビ東京）- 2009年12月4日、おぎののみ
- イツザイS（テレビ東京）- 2010年4月25日「インディーズ芸人オーディション」

### ラジオ
- The Nutty Radio Show 鬼玉（FM NACK5）- 2010年6月24日 ゲスト出演

### ライブ
- 笑ギャラリー （東京・新宿Fu-） - レギュラー出演
- ピラミッダー （Studio twl）- レギュラー出演
- アフロシアター （Studio twl）
- ガールズガーデン （Studio twl）
他